# Dieter Hoeneß
Dieter Hoeneß (født 7. januar 1953 i Ulm, Vesttyskland) er en tidligere tysk fodboldspiller (angriber). Han er lillebror til Uli Hoeneß.
Han spillede primært for VfB Stuttgart og Bayern München, og havde stor succes begge steder, med samlet 127 mål i 288 Bundesliga-kampe. Med Bayern var han med til at vinde hele fem tyske mesterskaber og tre DFB-Pokaltitler.
Hoeneß spillede desuden seks kampe og scorede fire mål for Vesttysklands landshold. Han var en del af den tyske trup til VM i 1986 i Mexico, og spillede to af holdets syv kampe, inklusive finalenederlaget til Argentina.
Efter at være stoppet som spiller har Hoeneß fortsat sin karriere inden for fodbolden på det administrative plan. Han har blandt andet arbejdet som sportsdirektør hos både Hertha Berlin og VfL Wolfsburg.

## Titler
Bundesligaen
- 1980, 1981, 1985, 1986 og 1987 med Bayern München

DFB-Pokal
- 1982, 1984 og 1986 med Bayern München